# خومبیا
خومبیا (به اسپانیایی: Jumbilla) یک شهرک در پرو است که در استان بونگارا واقع شده‌است. خومبیا ۱٬۹۳۵ متر بالاتر از سطح دریا واقع شده‌است.